# Narancecegijn Bürenbaatar
Narancecegijn Bürenbaatar (ur. 22 czerwca 1979) – mongolski zapaśnik w stylu wolnym. Dwukrotny uczestnik mistrzostw świata, dwunasty w 2001. Brązowy medalista mistrzostw Azji w 2001; szósty w 2000. Drugi w Pucharze Azji w 2003 roku.